# John W. Boehne junior
John William Boehne Jr. (* 2. März 1895 in Evansville, Indiana; † 5. Juli 1973 in Irvington, Maryland) war ein US-amerikanischer Politiker. Zwischen 1931 und 1943 vertrat er den Bundesstaat Indiana im US-Repräsentantenhaus.

## Werdegang
John Boehne war der Sohn des gleichnamigen Kongressabgeordneten John W. Boehne (1856–1946). Er besuchte die öffentlichen Schulen seiner Heimat und studierte danach bis 1918 an der University of Wisconsin–Madison. Danach nahm er als Soldat der US Army an der Endphase des Ersten Weltkrieges teil. Zwischen 1920 und 1931 arbeitete Boehne in der Verwaltung der Firma Indiana Stove Works, in der er unter anderem für die Finanzen zuständig war.
Politisch war er Mitglied der Demokratischen Partei. Bei den Kongresswahlen des Jahres 1930 wurde er im ersten Wahlbezirk von Indiana in das US-Repräsentantenhaus in Washington, D.C. gewählt, wo er am 4. März 1931 die Nachfolge von Harry E. Rowbottom antrat. Nach fünf Wiederwahlen konnte er bis zum 3. Januar 1943 im Kongress verbleiben. Seit 1933 vertrat Boehne dort als Nachfolger von Albert Henry Vestal den achten Distrikt seines Staates. In den 1930er Jahren wurden im Kongress die meisten der New-Deal-Gesetze der Bundesregierung verabschiedet. 1933 wurden der 20. und der 21. Verfassungszusatz beraten und verabschiedet. Seit dem 7. Dezember 1941, dem Tag des japanischen Angriffs auf Pearl Harbor, wurde auch die Arbeit des Kongresses von den Ereignissen des Zweiten Weltkrieges bestimmt.
Im Jahr 1942 wurde John Boehne nicht wiedergewählt. Zwischen 1943 und 1957 arbeitete er in der Bundeshauptstadt Washington als Finanzberater für Firmen. Danach zog er sich in den Ruhestand zurück. Er starb am 5. Juli 1973 in Irvington, einem Ortsteil von Baltimore.